# Профилирана математическа гимназия „Константин Величков“
Профилирана математическа гимназия „Константин Величков“ е средно училище в град Пазарджик.

## История
Гимназията съществува в сегашния си вид от 1971 г., макар преди това в сградата на училището да са се помещавали Мъжка гимназия (1923 – 1936 г.) и Политехническа гимназия (1954 – 1971 г.). Към началото на XXI век в Математическа гимназия „Константин Величков“ се обучават около 800 ученици от 8-и до 12-и клас – повечето класове са с от четири до седем паралелки. От 2010 г. започва пробен прием на ученици в 5-и клас – с една паралелка.
Директор на гимназията е Радка Спасова.

## Профили и паралелки
В миналото повечето паралелки са били ориентирани към интензивното изучаване на математика и физика, но към момента акцентът пада върху обучението по информатика, информационни технологии и английски език. В края на обучението си в гимназията, учениците получават сертификат за компютърна грамотност, завършен курс по графичен дизайн и удостоверение за владеене на английски език. Гимназията поддържа връзки с местни и международни корпорации в областта на компютърните науки и английския език като най-силни взаимоотношения има с фирма Pathways, която насърчава учениците за обучение във Великобритания.
Паралелките в гимназията за прием през 2023/2024 учебна година са:
- Математика, информатика, английски език – 1 паралелки (26 ученици)
- Информатика, информационни технологии, английски език – 1 паралелка (26 ученици)
- Биология, химия, английски език – 1 паралелка (26 ученици)
- специалност „програмно осигуряване“ – 1 паралелка (26 ученици)
- специалност „приложно програмиране“ – 1 паралелка (26 ученици)

Освен обучение на английски език, в гимназията като втори чужд език се преподава немски език.

## Учители
| Учители | Предмет                                |
| --- | -------------------------------------- |
| Мариела Гавазова, Мария Янчева, Петя Кошева, Цанко Бангьозов, Юлиана Камова | Български език и литература            |
| Даниела Бакърджиева, Десислава Георгиева, Димитрийка Боева, Евелин Мардиросян, Емилия Бояджиева, Елица Бекярова, Елена Ненкова, Мирослава Такева                                         | Английски език                         |
| Надежда Енева, Фанка Калбурова | Немски език                            |
| Аделина Чопанова, Илияна Тотлякова, Мария Маркова, Теодора Маркова, Христина Стефанова, Цветка Андонова                                                                                  | Математика                             |
| Атанаска Милева, Ваня Шишиньова, Виолета Микова, Лидия Сиракова, Мария Консулова, Надежда Кордова, Петрунка Кънева, Радка Спасова, Цветка Василева, Цветанка Славкова, Владимир Бояджиев | Информатика и информационни технологии |
| Ивелина Андреева, Рангел Енев | История и цивилизация                  |
| Людмила Стоянова, Занка Борисова | География и икономика                  |
| Димитрия Узунова, Ирина Петкова, | Философия                              |
| Мая Зафирова, Мюбера Адемова | Биология и здравно образование         |
| Катя Стефанова, Теодора Маркова | Физика и астрономия                    |
| Димитрийка Трифонова, Елена Янакиева | Химия и опазване на околната среда     |
| Георги Кокозов, Даниела Несторова, Ева Тоданова, Петрунка Маргинова | Физическо възпитание и спорт           |